# 32e régiment d'infanterie coloniale
Le 32e régiment d'infanterie coloniale est une unité de l'armée française.
C'est un régiment colonial de réserve, créé en août 1914 et rattaché au 2e régiment d'infanterie coloniale.

## Création et différentes dénominations
Création et casernement en 1914 à Brest

## Chefs de corps

### La Première Guerre mondiale
Garde ses côtes de Finistère (août) Alber Vrach, Blancs Sablons, Saint Ronan puis mi-août Maubeuge (avec le 145e R.I.) qui a combattu avec le 32e R.I.C.

#### 1914
- 28 août au 8 septembre 1914 : Siège de Maubeuge.
- Le régiment fut fait prisonnier entièrement parmi les 45 000 combattants de la poche de Maubeuge : les soldats furent internés dans les camps allemands de Chemnitz, Soltaut, Hamborn, Minden, Grüneberg, Seeste, Uretz, Eichstätt, Dulmen, Gelsenkirchen, Bernig, Zebst et Altenessen.

Les survivants de la prison furent libérés en décembre 1918 et janvier 1919.

## Drapeau du régiment
Il ne porte aucune inscription.